# دارين كولير
دارين كولير (بالإنجليزية: Darren Collier)‏ (1 ديسمبر 1967 في المملكة المتحدة - ) هو لاعب كرة قدم بريطاني (وحمل سابقاً جنسية المملكة المتحدة لبريطانيا العظمى وأيرلندا) في مركز الهجوم. لعب مع بلاكبيرن روفرز ونادي ميدلزبره وSing Tao SC ‏ وبيلينغهام تاون ‏ وبيرويك راينجرز ودارلينجتون إف سى.